# Luigi Alva
Luigi Alva, nome italianizzato di Luis Ernesto Alva y Talledo (Paita, 10 aprile 1927 – Mariano Comense, 15 maggio 2025), è stato un tenore peruviano.

## Biografia
Studiò con Rosa Mercedes Ayarza de Morales e debuttò nella zarzuela Luisa Fernanda di Federico Moreno Torroba. Nel 1953 si recò a Milano e studiò con Emilio Ghirardini. Successivamente fu chiamato da Giulio Confalonieri a diventare un "cadetto" alla scuola di canto della Scala.
La prima interpretazione in Italia fu al Teatro Nuovo di Milano come Alfredo ne La traviata, seguita da Il matrimonio segreto alla Piccola Scala. Debuttò al Teatro alla Scala nel 1956 come conte Almaviva ne Il barbiere di Siviglia, iniziando una lunga collaborazione per 28 stagioni, interpretando 32 ruoli in 261 recite, che lo pongono al secondo posto secondo assoluto dopo Aureliano Pertile.
Fu presto invitato nei più famosi festival e teatri d'opera europei: al Glyndebourne Festival Opera esordì ne L'elisir d'amore. Il debutto al Metropolitan Opera House fu nel 1964 in Falstaff. In seguito cantò con molte delle maggiori compagnie negli Stati Uniti e in Europa.
Non cercò mai di avventurarsi al di fuori del suo repertorio naturale di tenore leggero, interpretando in prevalenza Mozart, Rossini e Donizetti; celebri furono in particolare i duetti con Teresa Berganza ne Il barbiere di Siviglia e La Cenerentola. Collaborò con direttori come Otto Klemperer, Claudio Abbado, Nino Sanzogno, Herbert von Karajan, Carlo Maria Giulini.
Nel 1982 tornò a Lima per insegnare e nel 1989 diede l'addio al palcoscenico. Successivamente insegnò alla scuola di canto della Scala.

## Repertorio
| Ruolo                   | Titolo                                  | Autore      |
| ----------------------- | --------------------------------------- | ----------- |
| Elvino                  | La sonnambula                           | Bellini     |
| Egisto                  | L'Egisto                                | Cavalli     |
| Paolino                 | Il matrimonio segreto                   | Cimarosa    |
| Filandro                | Le astuzie femminili                    | Cimarosa    |
| Nemorino                | L'elisir d'amore                        | Donizetti   |
| Tonio                   | La Fille du régiment                    | Donizetti   |
| Ernesto                 | Don Pasquale                            | Donizetti   |
| Conte Bellezza          | L'Arcadia in Brenta                     | Galuppi     |
| Federico                | La prova d'un'opera seria               | Gnecco      |
| Siebel                  | Faust                                   | Gounod      |
| Oronte                  | Alcina                                  | Händel      |
| Serse                   | Serse                                   | Händel      |
| Sempronio               | Lo speziale                             | Haydn       |
| Eclittico               | Il mondo della luna                     | Haydn       |
| Gernando                | L'isola disabitata                      | Haydn       |
| Lindoro                 | La fedeltà premiata                     | Haydn       |
| Beppe                   | Pagliacci                               | Leoncavallo |
| Dottor Zuckertanz       | Maria Golovin                           | Menotti     |
| Narratore               | Il combattimento di Tancredi e Clorinda | Monteverdi  |
| Alessandro              | Il re pastore                           | Mozart      |
| Belmonte                | Die Entführung aus dem Serail           | Mozart      |
| Don Basilio             | Le nozze di Figaro                      | Mozart      |
| Don Ottavio             | Don Giovanni                            | Mozart      |
| Ferrando                | Così fan tutte                          | Mozart      |
| Tamino                  | Die Zauberflote                         | Mozart      |
| Sesto                   | La clemenza di Tito                     | Mozart      |
| Ippolito                | Il Socrate immaginario                  | Paisiello   |
| Venditore di canzonette | Il tabarro                              | Puccini     |
| Dorvil                  | La scala di seta                        | Rossini     |
| Lindoro                 | L'italiana in Algeri                    | Rossini     |
| Narciso                 | Il turco in Italia                      | Rossini     |
| Conte Almaviva          | Il barbiere di Siviglia                 | Rossini     |
| Don Ramiro              | La Cenerentola                          | Rossini     |
| Roberto                 | La Griselda                             | Scarlatti   |
| Alfonso                 | Alfonso und Estrella                    | Schubert    |
| Tenore/Bacco            | Arianna a Nasso                         | Strauss     |
| Alfredo Germont         | La traviata                             | Verdi       |
| Fenton                  | Falstaff                                | Verdi       |

## Discografia

### Incisioni in studio
| Anno | Titolo Ruolo                             | Cast                                                                            | Direttore           | Casa                |
| ---- | ---------------------------------------- | ------------------------------------------------------------------------------- | ------------------- | ------------------- |
| 1956 | Falstaff Fenton                          | Tito Gobbi, Rolando Panerai, Elisabeth Schwarzkopf, Anna Moffo, Fedora Barbieri | Herbert von Karajan | EMI                 |
|      | Il matrimonio segreto Paolino            | Graziella Sciutti, Eugenia Ratti, Ebe Stignani                                  | Nino Sanzogno       | EMI                 |
| 1957 | Il barbiere di Siviglia Conte d'Almaviva | Tito Gobbi, Maria Callas, Nicola Zaccaria                                       | Alceo Galliera      | EMI                 |
| 1958 | L'elisir d'amore Nemorino                | Rosanna Carteri, Giuseppe Taddei, Rolando Panerai                               | Tullio Serafin      | EMI                 |
| 1959 | Don Giovanni Don Ottavio                 | Eberhard Wächter, Joan Sutherland, Elisabeth Schwarzkopf                        | Carlo Maria Giulini | EMI                 |
| 1962 | Alcina Oronte                            | Joan Sutherland, Teresa Berganza, Graziella Sciutti                             | Richard Bonynge     | Decca               |
|      | Il barbiere di Siviglia Conte d'Almaviva | Sesto Bruscantini, Victoria de los Ángeles, Ian Wallace                         | Vittorio Gui        | EMI                 |
| 1963 | L'italiana in Algeri Lindoro             | Teresa Berganza, Fernando Corena, Rolando Panerai                               | Silvio Varviso      | Decca               |
| 1967 | Il re pastore Alessandro                 | Reri Grist, Lucia Popp, Nicola Monti                                            | Dennis Vaughan      | RCA                 |
| 1968 | Il barbiere di Siviglia Conte d'Almaviva | Marco Stecchi, Maria Casula, Alfredo Mariotti, Paolo Washington                 | Arturo Basile       | Deutsche Grammophon |
| 1971 | Il barbiere di Siviglia Conte d'Almaviva | Teresa Berganza, Hermann Prey, Enzo Dara, Paolo Montarsolo                      | Claudio Abbado      | Deutsche Grammophon |
|      | La Cenerentola Don Ramiro                | Teresa Berganza, Paolo Montarsolo, Renato Capecchi                              | Claudio Abbado      | Deutsche Grammophon |
|      | Così fan tutte Ferrando                  | Margaret Price, Yvonne Minton, Lucia Popp                                       | Otto Klemperer      | EMI                 |
| 1973 | Don Giovanni Don Ottavio                 | Roger Soyer, Antigone Sgourda, Geraint Evans                                    | Daniel Barenboim    | EMI                 |
| 1976 | La fedeltà premiata Lindoro              | Frederica von Stade, Lucia Valentini Terrani, Ileana Cotrubaș                   | Antal Doráti        | Philips             |
| 1977 | L'isola disabitata Gernando              | Linda Zoghby, Norma Leer, Renato Bruson                                         | Antal Dorati        | Philips             |

### Registrazioni dal vivo
| Anno             | Titolo Ruolo                             | Cast                                                                | Direttore                   | Sede                  |
| ---------------- | ---------------------------------------- | ------------------------------------------------------------------- | --------------------------- | --------------------- |
| 1956 16 febbraio | Il barbiere di Siviglia Conte d'Almaviva | Tito Gobbi, Maria Callas, Nicola Rossi-Lemeni, Melchiorre Luise     | Carlo Maria Giulini         | Teatro alla Scala     |
| 1956 18 agosto   | Il barbiere di Siviglia Conte d'Almaviva | Ettore Bastianini, Antonietta Pastori, Andrea Mongelli, Leo Pudis   | Francesco Molinari Pradelli | Napoli, Arena Flegrea |
| 1962 19 gennaio  | Serse                                    | Mirella Freni, Rolando Panerai, Fiorenza Cossotto, Franco Calabrese | Piero Bellugi               | Teatro alla Scala     |

## Filmografia
- Falstaff (1956), Fenton
- Così fan tutte (1970), Ferrando
- Il Barbiere di Siviglia (1972), il conte d'Almaviva
- Don Pasquale (1972), Ernesto
- Il matrimonio segreto (1981), Paolino
- Lo speziale (1982), Sempronio